# Verkkosaaret (ö i Birkaland, Tammerfors, lat 61,52, long 24,06)
Verkkosaaret är en ö i Finland. Den ligger i sjön Vesijärvi och i kommunen Kangasala i den ekonomiska regionen Tammerfors och landskapet Birkaland, i den södra delen av landet, 160 km norr om huvudstaden Helsingfors. Öns area är 1,2 hektar och dess största längd är 190 meter i öst-västlig riktning.